# Museo Ajty de conocimiento local

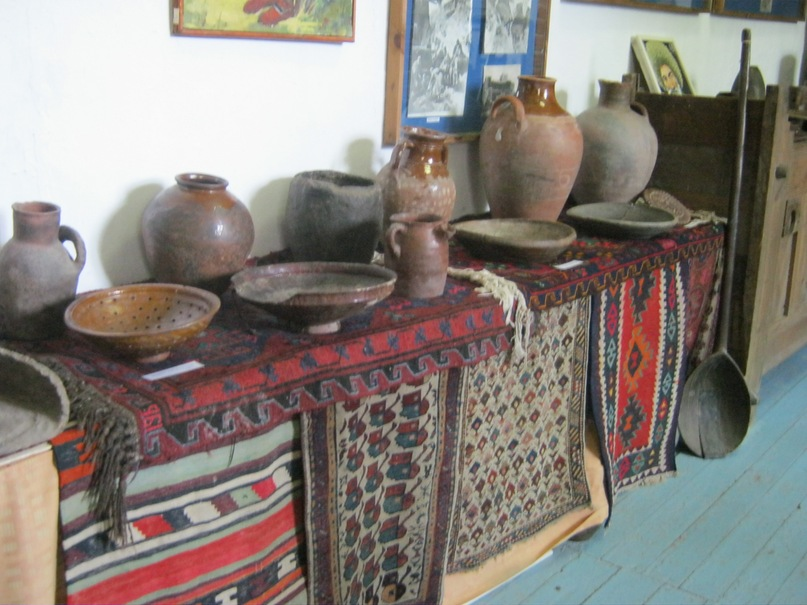
Piezas de cerámica

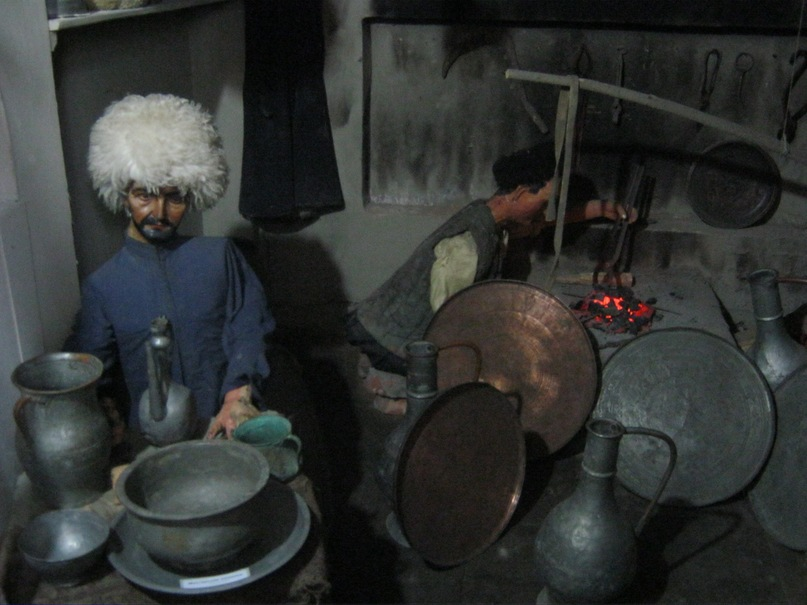
Exposición «La vida de los montañeses»

El Museo Ajty de Conocimiento Local es un museo en la ciudad de Ajty que cuenta con diez salas, tres depósitos de fondos y más de 12 mil exhibiciones diferentes que reflejan la identidad histórica, cultural y geográfica del distrito Akhtyn de Daguestán en particular, y de los lezguinos en su conjunto. Fue el mejor museo rural de la antigua URSS y está considerado uno de los mejores museos rurales de la Rusia moderna. Es de las principales atracciones culturales locales.

## Historia
En la década de 1930, cuando la escuela secundaria Akhtyn No. 1, considerada ejemplar, obtuvo el segundo lugar en la competencia de toda la Unión Soviética, su director, Nurudin Daglarov, decidió crear un museo escolar de tradición local. En 1937, las exhibiciones del museo de la escuela se transfirieron al edificio de la Mezquita Akhtyn Juma, —que ahora está en funcionamiento—, en ese momento se entregó como almacenes de granjas colectivas. La colección de exhibiciones en la mezquita se estableció como museo, y Nurudin Daglarov fue nombrado director. Por lo tanto, el museo fue el segundo en Daguestán después del museo en Majachkalá. Durante 25 años de gestión de Nurudin Daglarov, el fondo del museo ascendió a 3.000 exhibiciones. En 1963, fue sucedido por su hijo Fikret Nurudinovich Daglarov como director y desde 1991, el director del museo ha sido su hijo, Akhmed Fikretovich Daglarov. En el mismo año, comenzaron momentos dramáticos en la historia del museo.

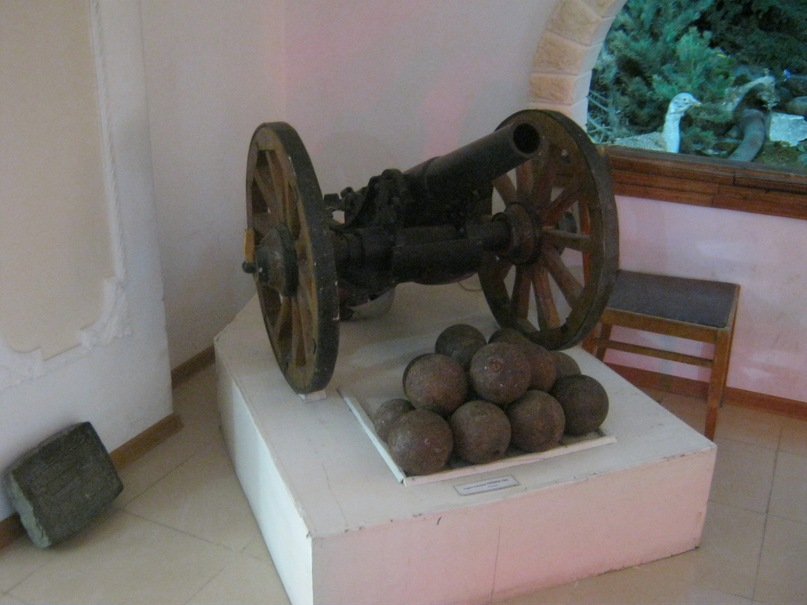
Arma del.

En relación con el colapso de la URSS, fue posible revivir la Mezquita Akhtyn Juma, cuyo edificio había ocupado por el museo. Se propuso cerrar el museo, sin embargo, gracias a los esfuerzos del director y del personal, el museo continuó existiendo en el edificio del antiguo comité de distrito del PCUS. En la época soviética, el museo a menudo era visitado por turistas de toda la URSS, así como por delegaciones de Europa del Este. Hoy en día, el museo almacena más de 12 mil exhibiciones.

## Descripción

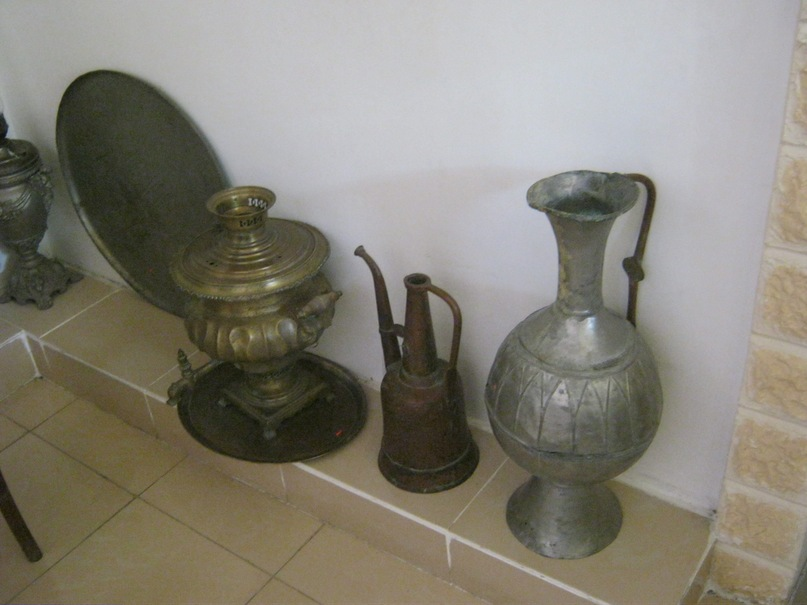
Jarras de agua de metal.

El museo contiene varias exhibiciones que representan el desarrollo histórico, la identidad cultural, las características geográficas y la flora y la fauna de Akhtynsky y de las áreas vecinas, desde la Edad de Piedra, hasta nuestros días. Los materiales del museo se recogen en diez salas, tres instalaciones de almacenamiento, en los pasillos y en el vestíbulo de dos pisos del edificio. Los recorridos comienzan desde la primera sala en la planta baja. Que muestra una exposición fotográfica «My Lezgistan» con fotografías de pueblos y paisajes del sur de Daguestán. Además de esto, hay animales disecados y fósiles antiguos, exhibiciones geográficas e información en el pasillo sobre el distrito de Akhtyn y Daguestán.

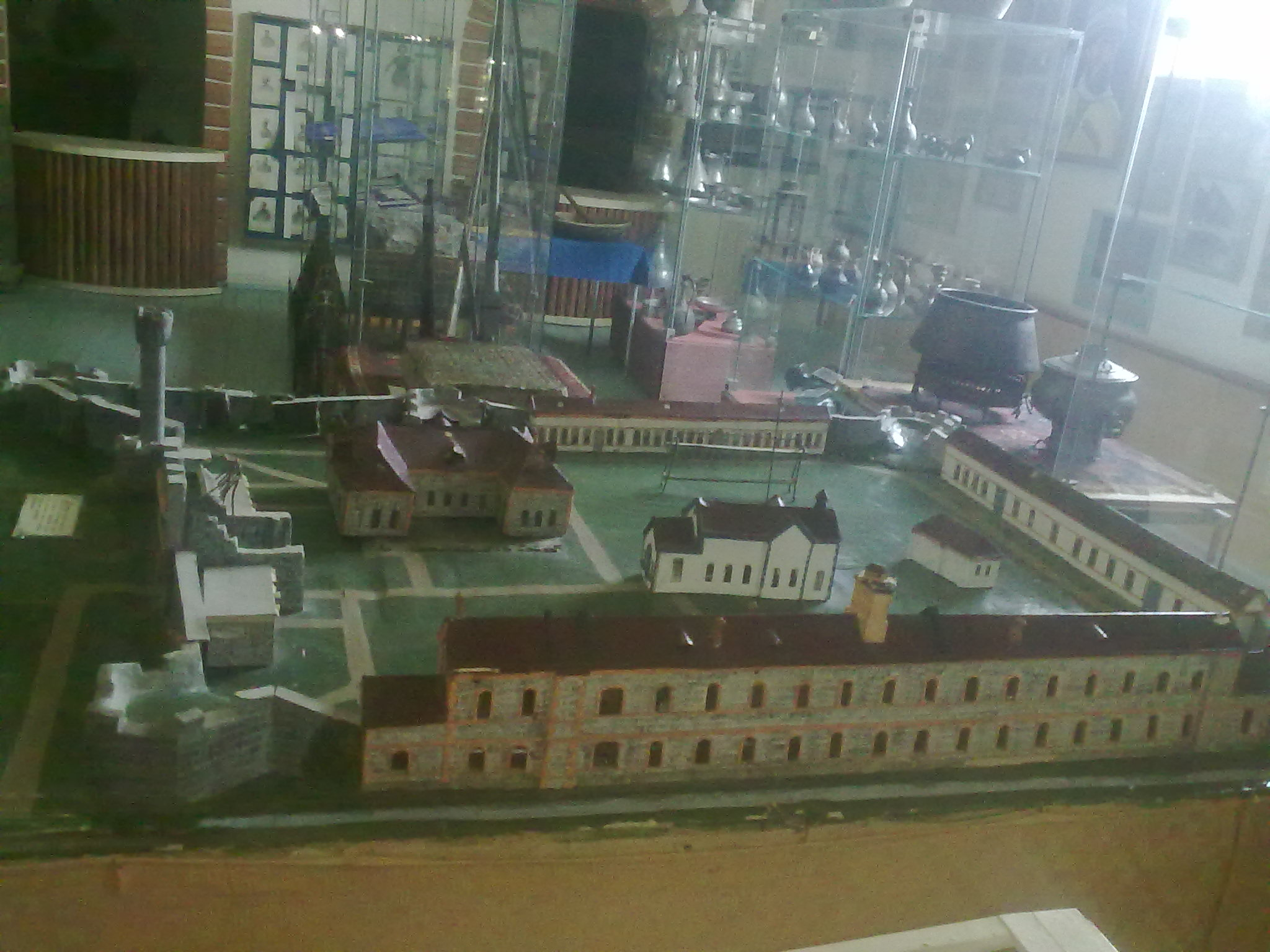
Modelo de la maqueta de la Fortaleza de Ajtý.

En el vestíbulo hay un cañón de principios del siglo XIX de producción de Tula, una exposición de flora y fauna de la región de Akhtyn, y pinturas. Luego sigue la sala histórica, que ha incorporado una colección de manuscritos, monedas antiguas, elementos de arquitectura, varios tipos de armas. La sala contiene maquetas de la Fortaleza de Ajtý, Fortificaciones de Derbent y Naryn-Kala. Personajes ficticios primitivos, la vida de un sakli de montaña, herramientas, esqueletos de animales antiguos y joyas femeninas.
Además, en el segundo piso hay un salón dedicado a la Gran Guerra Patria y la era soviética. La sala contiene mapas militares, documentos, retratos de personalidades y otras exhibiciones. Esto es seguido por una sala de cultura que contiene retratos y atributos de vida de prominentes nativos de Akhtyn y otros distritos de Lezgi, así como antigüedades que han salido de la vida cotidiana de los residentes locales.

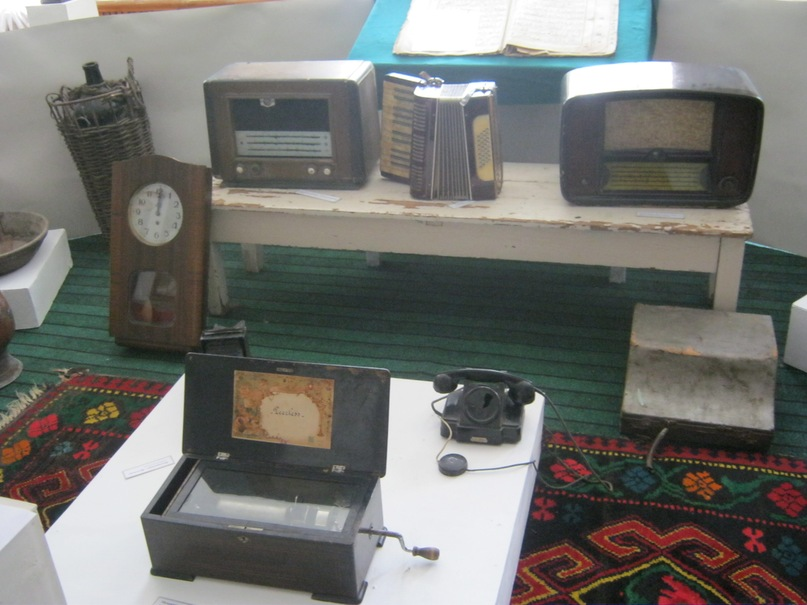
Objetos «retro».

El museo recoge cosas viejas e innecesarias para que las personas las conserven. Después de la sala de cultura sigue la sala de deportes. Mucha gente del pueblo de Ajty tiene grandes éxitos en el campo de los deportes. La sala contiene fotografías, tazas, certificados y otros artículos pertenecientes a atletas. El recorrido termina en el salón cultural. Las exposiciones de la sala dan una idea de la cultura y la vida, el color nacional de los lezguinos. Entre otras cosas, el salón contiene varios modelos de  los trajes de mujeres tradicionales de los pueblos de Daguestán, y una galería de arte que describe eventos, tradiciones y costumbres, la cosmovisión de Lezgin.

## Problemas del museo
Hoy en día, el museo está pasando por tiempos difíciles. Debido a las dificultades de financiación, es imposible completar el trabajo necesario en la revisión del edificio del museo. Un problema particular es la falta de locales, debido a que muchas exhibiciones, que se encuentran en almacenes, no se muestran al público.